# スティーブ・コリンズ
スティーブ・コリンズ（Steve Collins、1964年7月21日 - ）は、アイルランドの男性プロボクサー。ダブリン出身。元WBO世界ミドル級王者。元WBO世界スーパーミドル級王者。世界2階級制覇王者。

## 来歴
1986年10月24日、コリンズはプロデビューを果たし3回1分55秒KO勝ちで白星でデビューを飾った。
1987年10月29日、ハロルド・ソーサと対戦し8回判定勝ち。
1988年3月18日、ボストンのボストン・ガーデンでアイルランドミドル級王者サム・ストーリーと対戦し10回3-0(97-96、98-94、100-93)の判定勝ちで王座獲得に成功した。
1989年5月9日、アトランティックシティのリゾーツ・インターナショナルでUSBA全米ミドル級王者ケビン・ワッツと対戦。11回にボディパンチでダウンを奪われあわや逆転KO負け寸前だったが乗り切り、12回3-0(118-110、118-109、115-112)の判定勝ちで王座獲得に成功した。
1989年7月16日、トニー・トームトンと対戦し12回2-0(117-110、116-112、114-114)の判定勝ちで初防衛に成功した。
1990年2月3日、ボストンのヘイン・コンベンション・センターでWBA世界ミドル級王者マイク・マッカラムと対戦し12回0-3(110-118、2者が111-117)の判定負けで王座獲得に失敗した。
1991年12月11日、ダン・モーガンとダブリンのナショナル・スタジアムで対戦し3回KO勝ち。
1992年4月22日、ニュージャージー州イーストラザフォードのブレンダン・バーン・アリーナでレジー・ジョンソンとWBA世界ミドル級王座決定戦で対戦し12回0-2(113-115、114-114、114-115)の判定負けで王座獲得に失敗した。
1992年10月22日、後のWBA世界ミドル級王者でEBUヨーロッパミドル級王者スンブ・カランベイと対戦し12回判定負けで王座獲得に失敗した。
1993年6月26日、ゲハード・ボーテスとWBAペンタコンチネンタルミドル級王座決定戦で対戦し7回TKO勝ちで王座獲得に成功した。
1994年5月11日、シェフィールドのポンズ・フォーゲでWBO世界ミドル級王者クリス・ピアットと対戦し5回2分27秒逆転TKO勝ちで王座獲得に成功した。
1995年3月、コリンズは2階級制覇を目指すべくWBO世界ミドル級王座を返上した。
1995年3月18日、ミルストリートのグリーン・グレンズ・アリーナでWBO世界スーパーミドル級王者クリス・ユーバンクと対戦。8回にユーバンクからダウンを奪うも10回にダウンを奪わたが12回3-0(116-114、115-111、114-113)の判定勝ちで2階級制覇に成功した。
1995年9月9日、クリス・ユーバンクと再戦し12回2-1(2者が115-113、114-115)の判定勝ちで初防衛に成功した。
1995年11月25日、ダブリンのポイント・シアターでコーネリアス・カーと対戦し12回3-0(2者が116-112、117-111)の判定勝ちで2度目の防衛に成功した。
1996年3月9日、ネビル・ブラウンと対戦し初回に1度、11回に2度ダウンを奪い11回54秒TKO勝ちで3度目の防衛に成功した。
1996年7月6日、マンチェスター・アリーナで元世界2階級制覇王者ナイジェル・ベンと対戦し4回終了時棄権で4度目の防衛に成功した。
1996年11月9日、マンチェスター・アリーナでナイジェル・ベンと対戦しベンに引導を渡す6回終了時棄権で5度目の防衛に成功した。
1997年2月8日、ニュー・ロンドン・アリーナでフレデリック・セイラーと対戦し5回2分20秒有効打のカットによるTKO勝ちで6度目の防衛に成功した。
1997年7月5日、グラスゴーのケルビン・ホールでクレイグ・カミングスと対戦し3回1分17秒TKO勝ちで7度目の防衛に成功したのを最後に王座在位のまま現役を引退した。

## 獲得タイトル
- アイルランドミドル級王座
- USBA全米ミドル級王座
- WBAペンタコンチネンタルミドル級王座
- 第6代WBO世界ミドル級王座（防衛0=返上）
- 第3代WBO世界スーパーミドル級王座（防衛7=返上）